# Mati in sin
Mati in sin je drama Edvarda Kocbeka iz leta 1926.

## Obnova

### Osebe
- Mati.
- Sin.
- Hči.

Sin ne more spati, v njem buri želja po življenju, po svobodi; zbudi mater in ji potoži, da ne ve več, kdo je, čuti svojo polnost, a je vse v njem razklano, bolečina se objema z radostjo ... nekaj se bo zgodilo nocoj, oba stojita na pragu. ona in on! Mati je prestrašena: saj je vendar njen sin, njen otrok, napravila mu bo ležišče zraven sebe, naj mirno zaspi. Sin poskusa, a v njem se vse upira, ni več otrok, postaja mož, njegovo srce, ki so ga tako dolgo uspavali, se je prebudilo. Zdaj bedi in čaka. Materine besede so ga dolgo uklepale, njena teža mu je lomila tilnik, zdaj pa v bolečini sluti nove temelje: človek! V vsakem človeku spi vesolje, rojstvo je bolečina in neskončna slast, vsakumor je določena ura slovesa, oditi mora, zahtevati svojo pravico! To pravico po mu branijo vsi, utrujeni so, boječi, vsako besedo tipajo, vsako luč ugašajo, nasilno skušajo vstopiti v srce. Mar ne čutijo, da nas duši? Da je zrak skozi tisočletja že ves predihan? Vse mu je na razpolago, le najvažnejšega nima ... mora iz puščave v življenje, mora skočiti čez prepad, da bo našel ključ in odprl pripravljene sobe. Rodilo se bo nekaj veličastnega, on je večnostna posoda, on je svet, kdor njemu veze roke, greši nad prihodnjim človeštvom - njegove roke objemajo veliko kraljestvo, mati pa je sklonjena nad ograjen vrt .. Mati je ob tem sinovem izbruhu strta, prevzema jo utrujenost, a vda se ne: sin je njen, ne da ga! Pride hči, tudi ona ne more spati, žeja jo in od brata upa pomoč. Zazvoni hišni zvonec, a pred vrati ni nikogar; to se še dvakrat ponovi. Sin razume to kot znamenje, ki ga je čakal. Mati mrzlično poišče samokres, ga stisne sinu v roke in kriči, naj strelja na tisto, kar je zunaj. Sin odgovori, da zunaj ni zlega, le njega žeja, žeja ... Mati ne vzdrži več čakanja na neznano: če sta žejna, naj pijeta njeno kri! Ustreli se v srce in se zgrudi.